# Giro del Belgio 2014
Il Giro del Belgio 2014, ottantaquattresima edizione della corsa e valida come evento UCI Europe Tour 2014 categoria 2.HC, si sta svolgendo dal 28 maggio al 1º giugno 2014, su un percorso totale di 723,4 km suddiviso in 5 tappe. Fu vinto dal tedesco Tony Martin che terminò la corsa con il tempo totale di 16 ore, 31 minuti e 11 secondi.
Al traguardo di Oreye 126 ciclisti portarono a termine il giro.

## Tappe
| Tappa  | Data      | Percorso                                      | km    | Vincitore di tappa | Leader cl. generale |
| ------ | --------- | --------------------------------------------- | ----- | ------------------ | ------------------- |
| 1ª     | 28 maggio | Lochristi > Buggenhout                        | 173,6 | Tom Boonen         | Tom Boonen          |
| 2ª     | 29 maggio | Lierde > Knokke-Heist                         | 170,4 | Tom Boonen         | Tom Boonen          |
| 3ª     | 30 maggio | Diksmuide > Diksmuide (cron. individuale)     | 16,7  | Tony Martin        | Tony Martin         |
| 4ª     | 31 maggio | Lacs de l'Eau d'Heure > Lacs de l'Eau d'Heure | 184   | André Greipel      | Tony Martin         |
| 5ª     | 1º giugno | Oreye > Oreye                                 | 178,7 | Paul Martens       | Tony Martin         |
| Totale | Totale    | Totale                                        | 723,4 |                    |                     |

## Squadre partecipanti
| N.    | Cod. | Squadra                      |
| ----- | ---- | ---------------------------- |
| 1-8   | OPQ  | Omega Pharma-Quickstep       |
| 11-18 | LTB  | Lotto-Belisol                |
| 21-28 | BMC  | BMC Racing Team              |
| 31-38 | BEL  | Belkin Pro Cycling Team      |
| 41-48 | GIA  | Team Giant-Shimano           |
| 51-58 | AST  | Astana Pro Team              |
| 61-68 | TSV  | Topsport Vlaanderen-Baloise  |
| 71-78 | WGG  | Wanty-Groupe Gobert          |
| 81-88 | IAM  | IAM Cycling                  |
| 91-98 | AND  | Androni Giocattoli-Venezuela |

| N.      | Cod. | Squadra                       |
| ------- | ---- | ----------------------------- |
| 101-108 | NRI  | Neri Sottoli                  |
| 111-118 | RVL  | RusVelo                       |
| 121-128 | COF  | Cofidis, Solutions Credits    |
| 131-138 | BKP  | BKCP-Powerplus                |
| 141-148 | VGS  | Vastgoedservice-Golden Palace |
| 151-158 | KWS  | Kwadro-Stannah                |
| 161-168 | MMM  | Team 3M                       |
| 171-178 | CIB  | Cibel                         |
| 181-188 | WBC  | Wallonie-Bruxelles            |
| 191-198 | VER  | Veranclassic-Doltcini         |

## Dettagli delle tappe

### 1ª tappa
- 28 maggio: Lochristi > Buggenhout – 173,6 km

Risultati
| Pos. | Corridore     | Squadra       | Tempo    |
| ---- | ------------- | ------------- | -------- |
| 1    | Tom Boonen    | Omega Pharma  | 3h51'43" |
| 2    | André Greipel | Lotto-Belisol | s.t.     |
| 3    | Theo Bos      | Belkin        | s.t.     |

| Pos. | Corridore     | Squadra       | Tempo    |
| ---- | ------------- | ------------- | -------- |
| 1    | Tom Boonen    | Omega Pharma  | 3h51'33" |
| 2    | André Greipel | Lotto-Belisol | a 4"     |
| 3    | Theo Bos      | Belkin        | a 6"     |

### 2ª tappa
- 29 maggio: Lierde > Knokke-Heist – 170,4 km

Risultati
| Pos. | Corridore      | Squadra      | Tempo    |
| ---- | -------------- | ------------ | -------- |
| 1    | Tom Boonen     | Omega Pharma | 3h49'33" |
| 2    | Gert Steegmans | Omega Pharma | s.t.     |
| 3    | Theo Bos       | Belkin       | s.t.     |

| Pos. | Corridore      | Squadra      | Tempo    |
| ---- | -------------- | ------------ | -------- |
| 1    | Tom Boonen     | Omega Pharma | 7h40'56" |
| 2    | Theo Bos       | Belkin       | a 12"    |
| 3    | Gert Steegmans | Omega Pharma | a 14"    |

### 3ª tappa
- 30 maggio: Diksmuide > Diksmuide – Cronometro individuale – 16,7 km

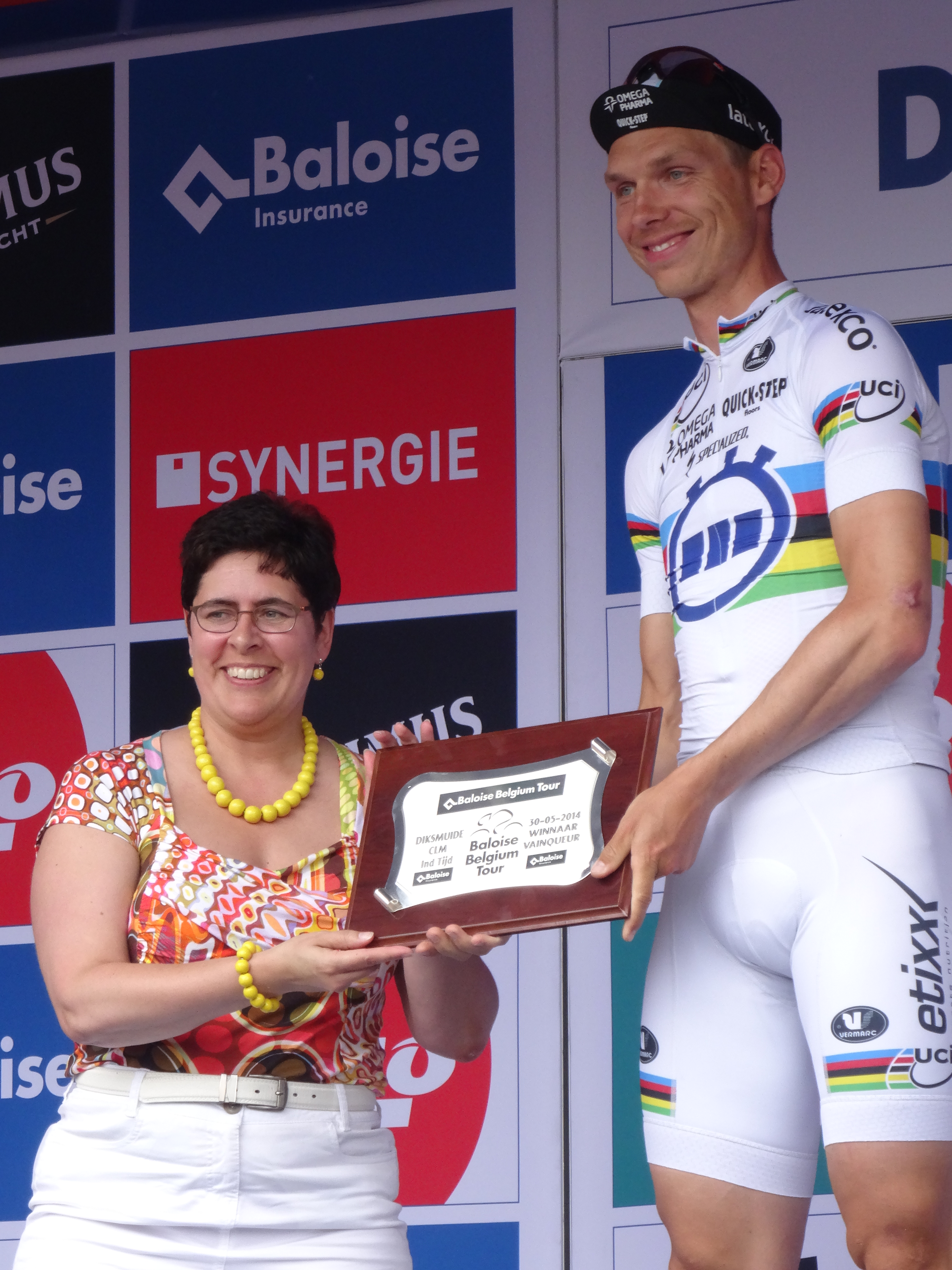
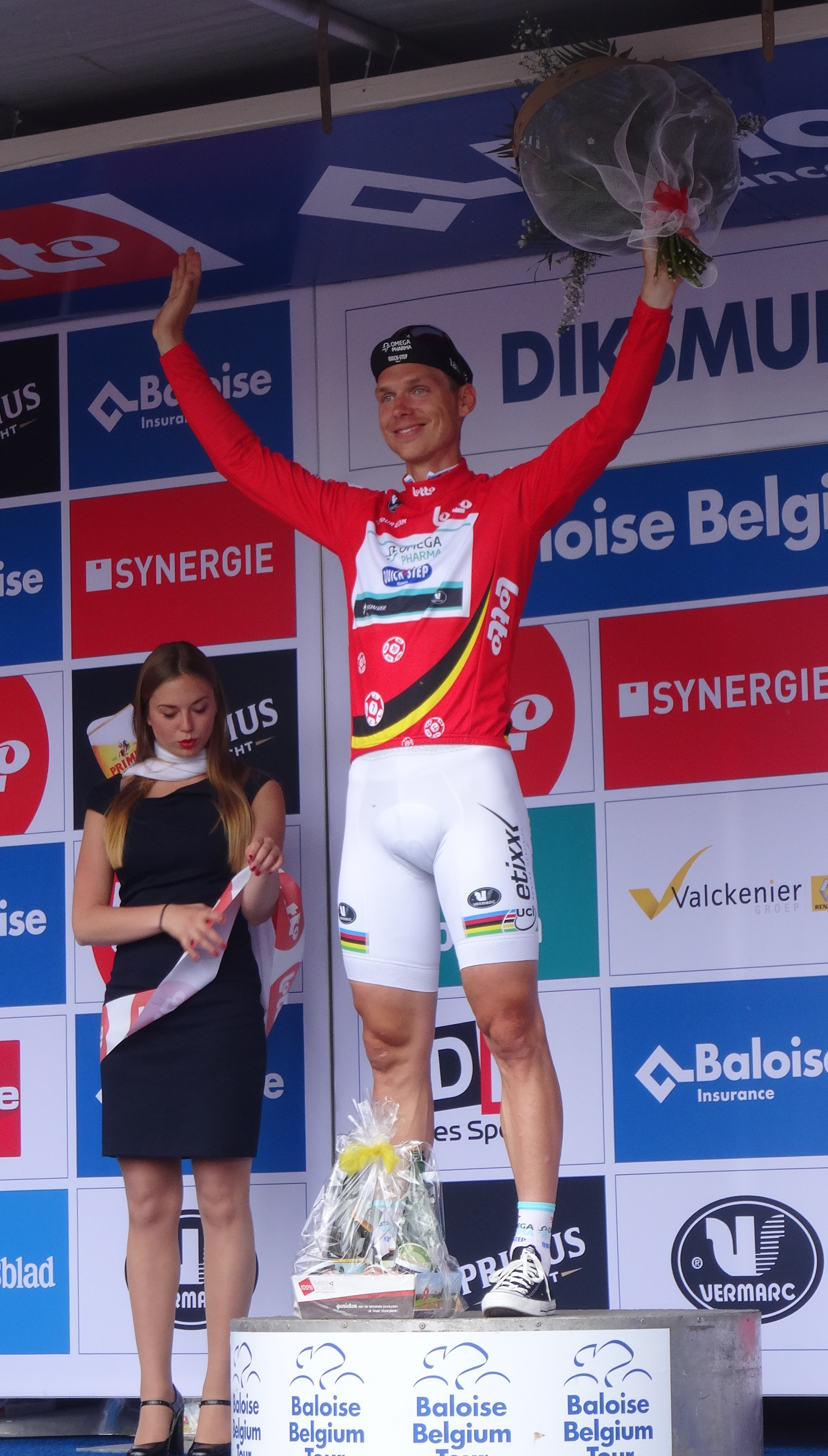
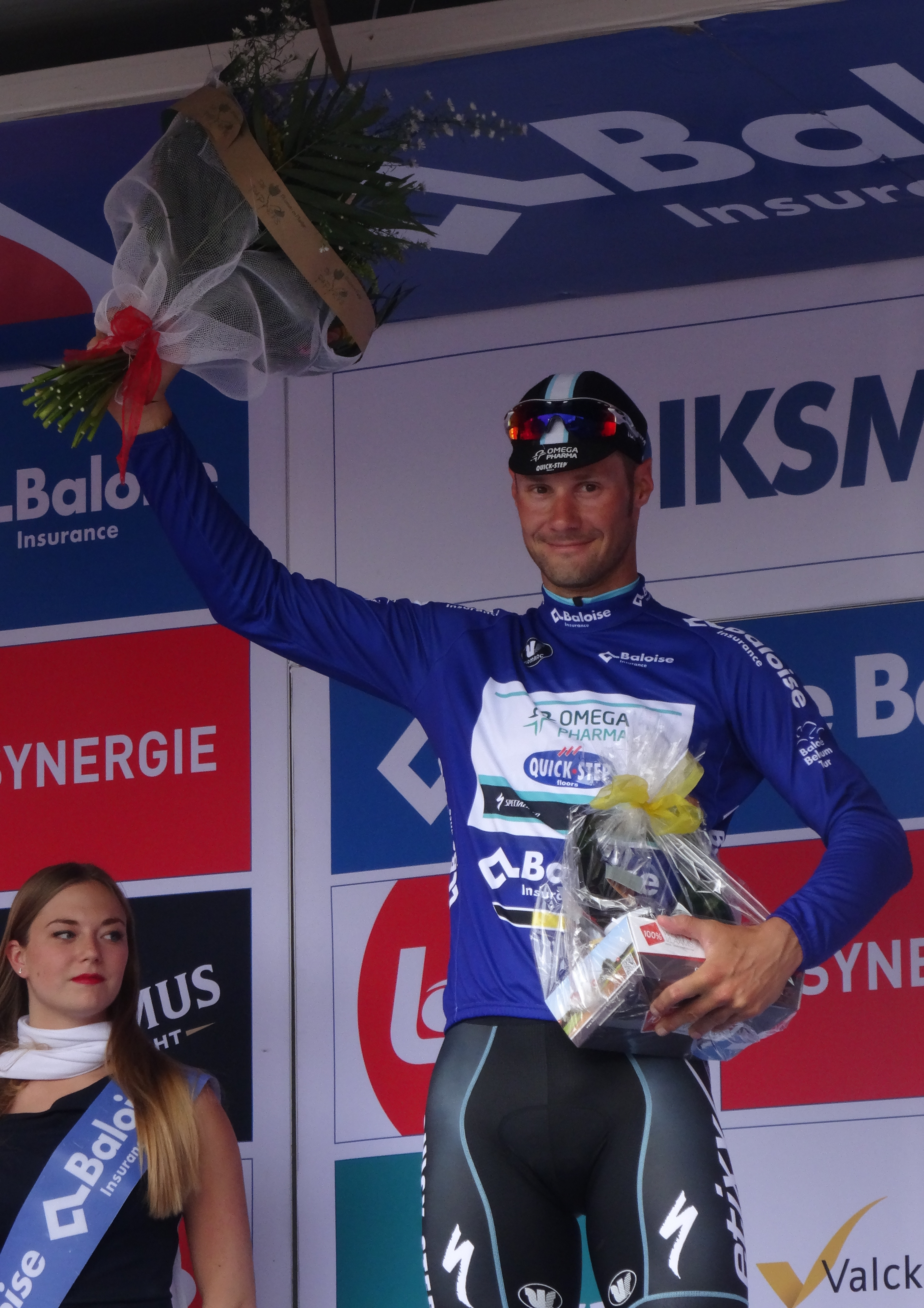
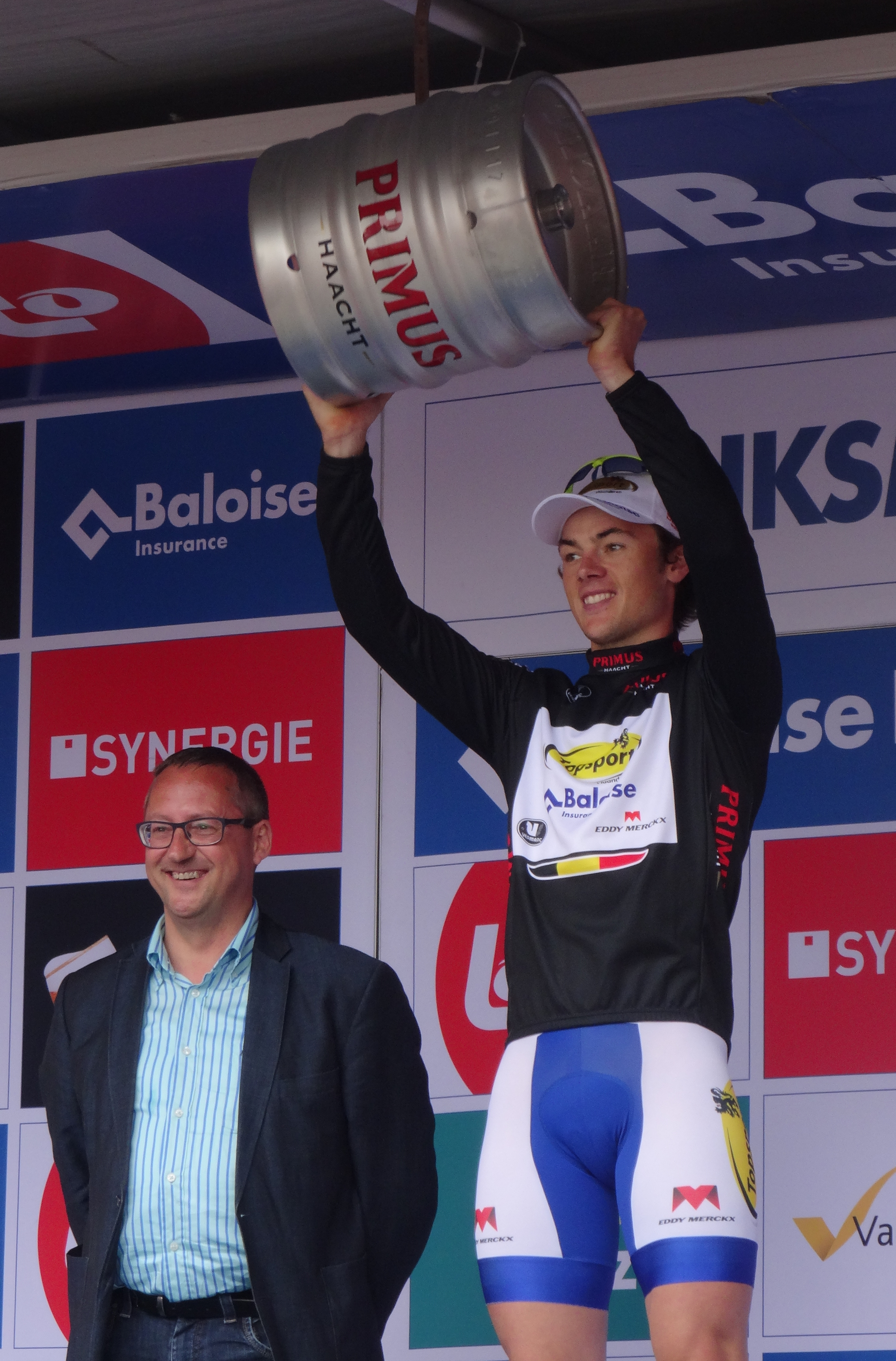
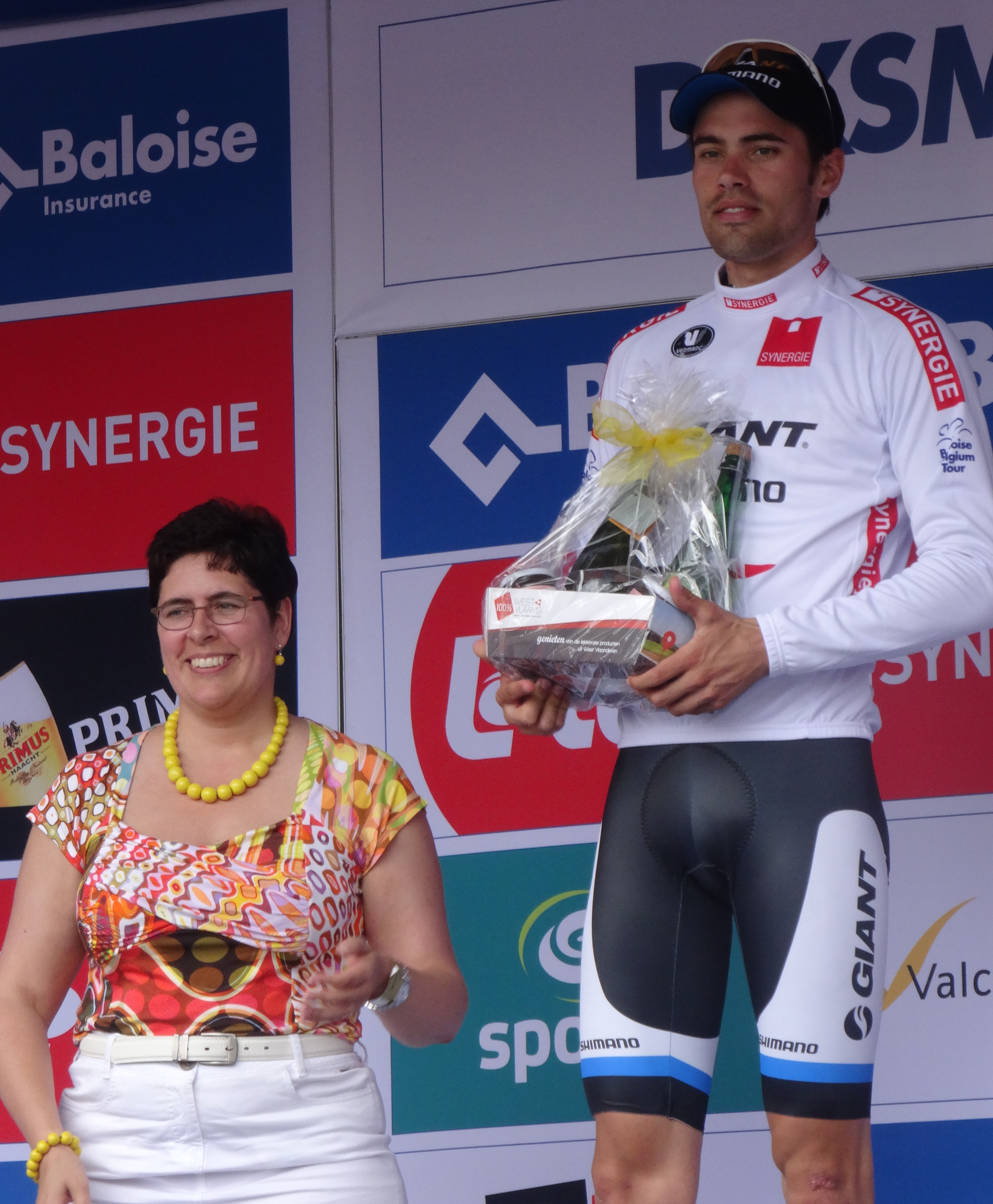

Risultati
| Pos. | Corridore        | Squadra       | Tempo  |
| ---- | ---------------- | ------------- | ------ |
| 1    | Tony Martin      | Omega Pharma  | 19'43" |
| 2    | Tom Dumoulin     | Giant-Shimano | a 16"  |
| 3    | Sylvain Chavanel | IAM Cycling   | a 26"  |

| Pos. | Corridore        | Squadra       | Tempo    |
| ---- | ---------------- | ------------- | -------- |
| 1    | Tony Martin      | Omega Pharma  | 8h00'59" |
| 2    | Tom Dumoulin     | Giant-Shimano | a 16"    |
| 3    | Sylvain Chavanel | IAM Cycling   | a 26"    |

### 4ª tappa
- 31 maggio: Lacs de l'Eau d'Heure > Lacs de l'Eau d'Heure – 184 km

Risultati
| Pos. | Corridore        | Squadra       | Tempo    |
| ---- | ---------------- | ------------- | -------- |
| 1    | André Greipel    | Lotto-Belisol | 4h16'11" |
| 2    | Roman Maikin     | RusVelo       | s.t.     |
| 3    | Philippe Gilbert | BMC Racing    | s.t.     |

| Pos. | Corridore        | Squadra       | Tempo     |
| ---- | ---------------- | ------------- | --------- |
| 1    | Tony Martin      | Omega Pharma  | 12h17'10" |
| 2    | Tom Dumoulin     | Giant-Shimano | a 16"     |
| 3    | Sylvain Chavanel | IAM Cycling   | a 26"     |

### 5ª tappa
- 1º giugno: Oreye > Oreye – 178,7 km

Risultati
| Pos. | Corridore         | Squadra    | Tempo    |
| ---- | ----------------- | ---------- | -------- |
| 1    | Paul Martens      | Belkin     | 4h14'01" |
| 2    | Francesco Gavazzi | Astana     | s.t.     |
| 3    | Greg Van Avermaet | BMC Racing | s.t.     |

| Pos. | Corridore        | Squadra       | Tempo     |
| ---- | ---------------- | ------------- | --------- |
| 1    | Tony Martin      | Omega Pharma  | 16h31'11" |
| 2    | Tom Dumoulin     | Giant-Shimano | a 16"     |
| 3    | Sylvain Chavanel | IAM Cycling   | a 26"     |

## Classifiche finali

### Classifica generale
| Pos. | Corridore         | Squadra       | Tempo     |
| ---- | ----------------- | ------------- | --------- |
| 1    | Tony Martin       | Omega Pharma  | 16h31'11" |
| 2    | Tom Dumoulin      | Giant-Shimano | a 16"     |
| 3    | Sylvain Chavanel  | IAM Cycling   | a 26"     |
| 4    | Philippe Gilbert  | BMC Racing    | a 38"     |
| 5    | Matthias Brändle  | IAM Cycling   | a 47"     |
| 6    | Cyril Lemoine     | Cofidis       | a 51"     |
| 7    | Artem Ovechkin    | RusVelo       | s.t.      |
| 8    | Jan Ghyselinck    | Wanty-Gobert  | a 55"     |
| 9    | Niki Terpstra     | Omega Pharma  | a 56"     |
| 10   | Greg Van Avermaet | BMC Racing    | a 57"     |

### Classifica a punti
| Pos. | Corridore         | Squadra       | Punti |
| ---- | ----------------- | ------------- | ----- |
| 1    | Philippe Gilbert  | BMC Racing    | 100   |
| 2    | Greg Van Avermaet | BMC Racing    | 72    |
| 3    | Tom Boonen        | Omega Pharma  | 60    |
| 4    | Silvan Dillier    | BMC Racing    | 58    |
| 5    | André Greipel     | Lotto-Belisol | 55    |

### Classifica combattività
| Pos. | Corridore          | Squadra     | Punti |
| ---- | ------------------ | ----------- | ----- |
| 1    | Yves Lampaert      | Topsport    | 36    |
| 2    | Frédéric Amorison  | Wallonie    | 26    |
| 3    | Marcel Aregger     | IAM Cycling | 24    |
| 4    | Sébastien Delfosse | Wallonie    | 22    |
| 5    | Edwig Cammaerts    | Cofidis     | 22    |

### Classifica giovani
| Pos. | Corridore        | Squadra     | Punti     |
| ---- | ---------------- | ----------- | --------- |
| 1    | Tom Dumoulin     | Giant       | 16h31'27" |
| 2    | Matthias Brändle | IAM Cycling | a 31"     |
| 3    | Florian Sénéchal | Cofidis     | a 43"     |
| 4    | Edward Theuns    | Topsport    | a 1'04"   |
| 5    | Ilnur Zakarin    | RusVelo     | a 1'07"   |

### Classifica a squadre
| Pos. | Squadra                 | Tempo     |
| ---- | ----------------------- | --------- |
| 1    | Omega Pharma-Quickstep  | 49h35'40" |
| 2    | BMC Racing Team         | a 48"     |
| 3    | Cofidis                 | a 57"     |
| 4    | RusVelo                 | a 1'27"   |
| 5    | Belkin Pro Cycling Team | a 1'31"   |